# Dwór w Lusówku
Dwór w Lusówku – dwór zlokalizowany w Lusówku (powiat poznański).

## Historia

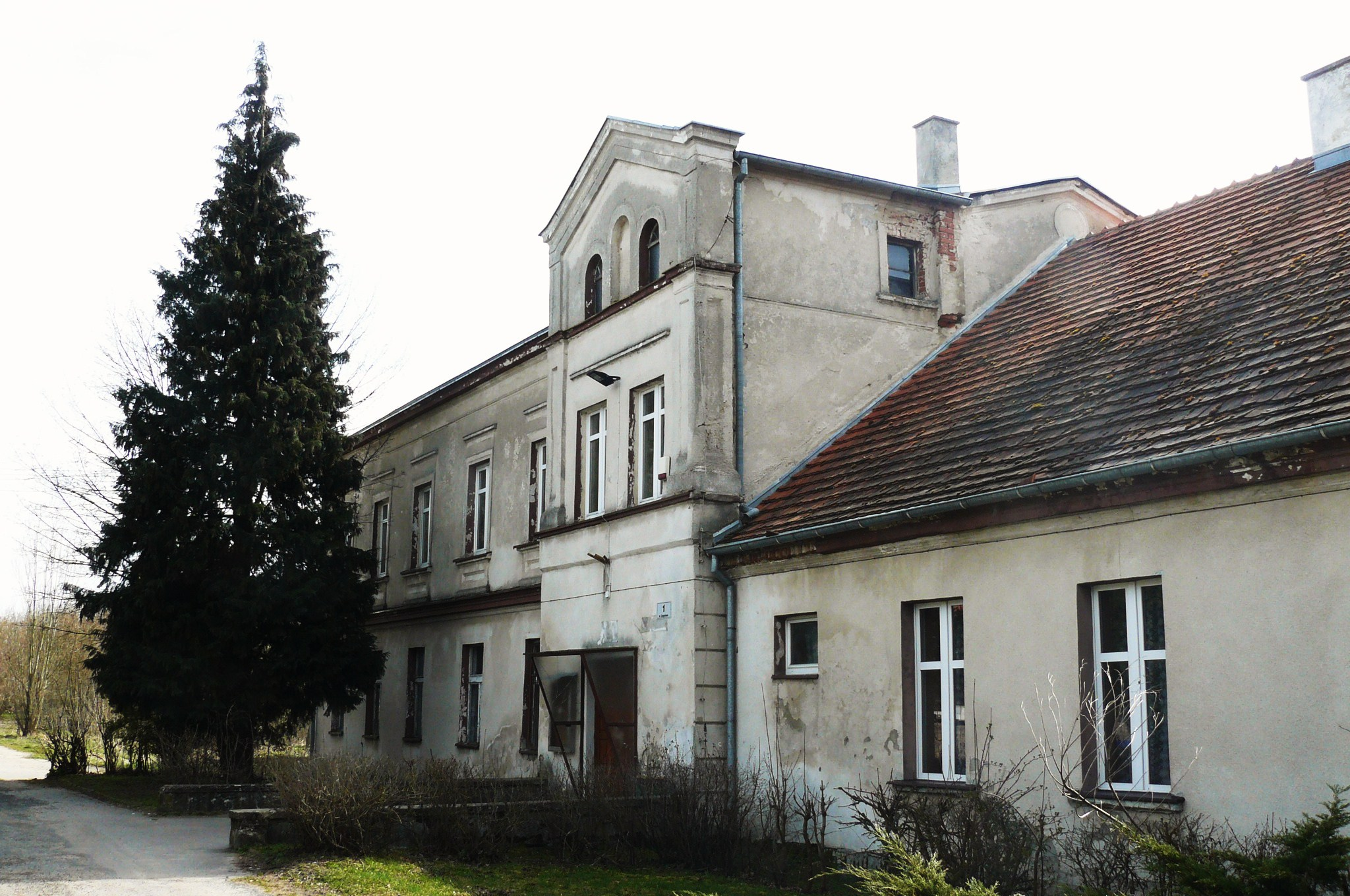
Dwór przed remontem (2015)

Dwór składa się z dwóch części: parterowej, która jest starsza (połowa XIX wieku, kryta dachem dwuspadowym) i piętrowej, która jest młodsza (koniec XIX wieku, dach płaski). Obie te części łączy ryzalit z poddaszem zamkniętym szczytem. Majątek w XIX wieku należał do Niemców, m.in. w 1878 do Carla Matthesa (1836-?). W 1890 roku Carl Matthes sprzedał dwór wraz z majątkiem (849 ha) za cenę 550 tys. marek niemieckich Kazimierzowi Plucińskiemu (1845-1901). Od 1903 do 1933 (do śmierci) właścicielem był Zygmunt Pluciński (działacz społeczny i polityk), syn Kazimierza. W 1939 majątek należał do żony Zygmunta - Zofii Plucińskiej (w 1926 liczył 841 hektarów). W ostatnich latach starsza część dworu była zamieszkana. Obecnie (po remoncie w 2016 roku) mieści się w nim świetlica wiejska oraz prywatna szkoła.